# Greatest Studio Unplugged - Scrivimi
Scrivimi "Greatest Studio Unplugged" è un album discografico del cantante italiano Nino Buonocore, pubblicato nel 2008 dalla Azzurra Music. Il disco è il seguito ideale di "Libero passeggero", una sorta di seconda parte, dove le altre canzoni del repertorio riviste in chiave jazz, ma non contenute in "Libero passeggero", ma portate in tour, furono registrate in una session unplugged e messe su disco. Il sestetto è il medesimo di "Libero passeggero", ad eccezione di Antonio De Luise al basso e Vittorio Riva alla batteria. Confermati Pericle Odierna ai fiati, Antonio Fresa al piano, Giacomo Jorio al violoncello e Mariano Caiano alle percussioni.

## Tracce
1. A chi tutto e a chi niente
2. Cose importanti
3. E non dire
4. Dopo l'amore
5. Rosanna
6. Il mandorlo
7. Prima di dormire
8. Scrivimi
9. La terra dei diamanti
10. Solo un po' di paura
11. Boulevard
12. Tieni il tempo